# Jennette McCurdy (álbum)
Jennette McCurdy es el primer álbum de estudio de la cantante y actriz de nombre homónimo de género country. Se publicó el 5 de junio de 2012 a través de Capitol Nashville.

## Antecedentes
La cantante lanzó dos extended plays antes del disco actual titulados Not That Far Away (2010) y Jennette McCurdy (2012).

## Lista de canciones
| N.º | Título                             | Escritor(es)                                       | Duración |  |
| 1.  | «Generation Love»                  | Ross Copperman, Tom Douglas, Heather Morgan        | 3:26     |  |
| 2.  | «Don't You Just Hate Those People» | Mallary Hope, Tony Martin, Wendell Mobley          | 2:54     |  |
| 3.  | «Break Your Heart»                 | Hope, Mobley, Jennifer Schott                      | 3:23     |  |
| 4.  | «Better»                           | Tommy Lee James, Jennette McCurdy, Liz Rose        | 3:13     |  |
| 5.  | «Heart of a Child»                 | McCurdy, Charles Kelley, Dave Haywood              | 4:19     |  |
| 6.  | «Love Is on the Way»               | Dylan Altman, Eric Paslay, Jason Delkou            | 3:37     |  |
| 7.  | «Stronger»                         | Blair Daly, McCurdy, Rachel Proctor                | 3:26     |  |
| 8.  | «Put Your Arms Around Someone»     | Jessi Alexander, Luke Laird, McCurdy               | 3:11     |  |
| 9.  | «Place to Fall»                    | McCurdy, Ben Glover, Rachel Thibodeau, Kyle Jacobs | 3:06     |  |
| 10. | «Have to Say Goodbye»              | Alexander, Laird, McCurdy                          | 3:47     |  |